# Cary Challenger 2024
Il Cary Challenger 2024 è stato un torneo di tennis professionistico maschile e femminile. È stata la 12ª edizione del torneo maschile, facente parte della categoria Challenger 100 nell'ambito dell'ATP Challenger Tour 2024, con un montepremi di 134 000 $. È stata la 1ª edizione del torneo per le donne, facente parte della categoria W100 nell'ambito dell'ITF Women's World Tennis Tour 2024, con un montepremi di 100 000 $. Entrambi i tornei si sono giocati dal 12 al 18 agosto 2024 sui campi in cemento del Cary Tennis Park di Cary, negli Stati Uniti.

## Partecipanti singolare maschile

### Teste di serie
| Nazionalità | Giocatore        | Ranking* | Testa di serie |
| ----------- | ---------------- | -------- | -------------- |
|             | Roman Safiullin  | 66       | 1              |
| Francia     | Alexandre Müller | 77       | 2              |
| Australia   | Adam Walton      | 86       | 3              |
| Belgio      | David Goffin     | 96       | 4              |
|             | Aslan Karacev    | 100      | 5              |
| Regno Unito | Billy Harris     | 105      | 6              |
| Francia     | Luca Van Assche  | 111      | 7              |
| Francia     | Harold Mayot     | 112      | 8              |

* Ranking al 5 agosto 2024.

### Altri partecipanti
I seguenti giocatori hanno ricevuto una wild card per il tabellone principale:
- Tristan Boyer
- Braden Shick
- Cooper Williams

I seguenti giocatori sono entrati in tabellone come special exempt:
- Nishesh Basavareddy
- Coleman Wong

I seguenti giocatori sono entrati in tabellone come alternate:
- Hamad Međedović
- Nicolas Moreno de Alboran

I seguenti giocatori sono passati dalle qualificazioni:
- Mattia Bellucci
- Gabriel Diallo
- Kyrian Jacquet
- Emilio Nava
- Matteo Gigante
- Hong Seong-chan

## Campioni

### Singolare maschile
Roman Safiullin ha sconfitto in finale  Mattia Bellucci con il punteggio di 1–6, 7–5, 7–5.

### Singolare femminile
Nuria Párrizas Díaz ha sconfitto in finale  Renata Zarazúa con il punteggio di 6–3, 3–6, 7–6(2).

### Doppio maschile
John Peers /  John-Patrick Smith hanno sconfitto in finale  Federico Agustín Gómez /  Petros Tsitsipas per walkover.

### Doppio femminile
Céline Naef /  Tamara Zidanšek hanno sconfitto in finale  Oksana Kalašnikova /  Iryna Šymanovič con il punteggio di 4–6, 6–3, [11–9].